# سيد محمد جعفر
سيد محمد سيد جعفر سيد سبت سيد عباس (25 أغسطس 1985 في المنامة، البحرين) لاعب كرة قدم بحريني دولي يلعب حاليا لصالح المحرق البحريني في مركز حارس المرمى.

## المسيرة الرياضية

### الأندية
في 1 يوليو 2004 تم تصعيد جعفر (18 سنة) إلى الفريق الأول بنادي المالكية البحريني (الدرجة الثانية). في موسمه الأول 2004-2005 وفي بطولة دوري الدرجة الثانية ساهم في احتلال فريقه المركز الثاني الوصيف بفارق نقطتين عن البطل سترة وبالتالي صعدا معا إلى الدوري الممتاز. وفي بطولة كأس الملك خرج فريقه من مباراته الأولى عندما خسر في الدور 16 من المحرق 1-4. وفي بطولة كأس الاتحاد البحريني فشل فريفه في التأهل إلى الدور النصف النهائي عندما احتل المركز الرابع في المجموعة الأولى بفارق 7 نقاط عن المتصدر المحرق.
في موسمه الثاني 2005-2006 وفي بطولة الدوري الممتاز ساهم في احتلال فريقه المركز السادس بفارق نقطتين عن منطقة الهبوط. وفي بطولة كأس الملك خرج فريقه من مباراته الأولى عندما خسر في الدور 16 من الرفاع 0-1.
في موسمه الثالث 2006-2007 وفي بطولة الدوري الممتاز ساهم في احتلال فريقه المركز الحادي عشر قبل الأخير بفارق الأهداف عن صاحب المركز العاشر المنامة مما استلزم إقامة مباراة فاصلة لتفادي الهبوط وانتهت المباراة بخسارة المالكية 1-2 وبالتالي الهبوط إلى الدرجة الثانية. وفي بطولة كأس الملك ساهم في وصول فريقه إلى الدور الربع النهائي حينها خسر من النجمة 1-2. وفي بطولة كأس الاتحاد البحريني فشل فريقه في التأهل إلى الدور النصف النهائي عندما احتل المركز الرابع في المجموعة الأولى بفارق 7 نقاط عن المتصدر المحرق.
في 5 يوليو 2007 انتقل سيد جعفر (21 سنة) من المالكية إلى المحرق البحريني (الدوري الممتاز) في صفقة انتقال حر. في موسمه الأول 2007-2008 وفي بطولة الدوري الممتاز ساهم في تتويج فريقه بالبطولة بعدما تصدر الترتيب بفارق 10 نقاط عن وصيفه البسيتين وليحقق سيد جعفر أولى بطولاته مع الأندية. وفي بطولة كأس الملك ساهم في تتويج فريقه بالبطولة بعدما تغلب في المباراة النهائية على النجمة 2-0 وليحقق سيد جعفر ثاني بطولاته مع الأندية. وفي بطولة كأس ولي العهد ساهم في تتويج فريقه بالبطولة بعدما تغلب في المباراة النهائية على الأهلي 5-2 وليحقق سيد جعفر ثالث بطولاته مع الأندية. وفي بطولة دوري أبطال الخليج فشل فريقه في التأهل إلى الدور النصف النهائي عندما احتل المركز الثاني في المجموعة الثالثة بفارق 4 نقاط عن المتصدر النصر العماني ومتفوقا على الثالث العربي الكويتي والرابع الشارقة الإماراتي. وفي بطولة كأس الاتحاد الاسيوي ساهم في تصدر فريقه المجموعة الأولى الأولى متفوقا على ديمبو الهندي والأنصار اللبناني وصور العماني ليتأهل إلى الدور الربع النهائي حيث فاز على كيدا دارول أمان الماليزي 7-1 في مجموع المباراتين ليتأهل إلى الدور النصف النهائي حيث تغلب على النهضة العماني بأفضلية الأهداف خارج الأرض بعد تعادلهما 2-2 في مجموع المباراتين ليتأهل إلى المباراة النهائية ليهزم الصفاء اللبناني 10-5 في مجموع المباراتين وليحقق سيد جعفر رابع بطولاته مع الأندية.
في موسمه الثاني 2008-2009 وفي بطولة الدوري الممتاز ساهم في تتويج فريقه بالبطولة بعدما تصدر الترتيب بفارق نقطة واحدة عن وصيفه الرفاع وليحقق سيد جعفر خامس بطولاته مع الأندية. وفي بطولة كأس الملك ساهم في تتويج فريقه بالبطولة بعدما تغلب في المباراة النهائية على الرفاع بركلات الترجيح ليحقق سيد جعفر سادس بطولاته مع الأندية. وفي آخر نسخة من بطولة كأس ولي العهد ساهم في تتويج فريقه بالبطولة بعدما تغلب في المباراة النهائية على الرفاع 2-0 ليحقق سيد جعفر سابع بطولاته مع الأندية. وفي بطولة كأس الاتحاد البحريني ساهم في تتويج فريقه بالبطولة بعدما تغلب في المباراة النهائية على النجمة بهدف علي عامر ليحقق سيد جعفر ثامن بطولاته مع الأندية في موسم حقق فيه المحرق خمسة بطولات في موسم واحد. وفي بطولة دوري أبطال الخليج فشل فريقه في التأهل إلى الدور النصف النهائي عندما احتل المركز الثالث في المجموعة الأولى بفارق نقطة واحدة عن صاحب المركز الثاني النصر السعودي. وفي بطولة كأس الاتحاد الاسيوي فشل فريقه في التأهل إلى الدور 16 عندما احتل المركز الثالث في المجموعة الخامسة بفارق 4 نقاط عن صاحب المركز الثاني ديمبو الهندي.
في موسمه الثالث 2009-2010 وفي بطولة الدوري الممتاز ساهم في احتلال فريقه المركز الثاني الوصيف بفارق نقطة واحدة عن البطل الأهلي. وفي بطولة كأس الملك ساهم في وصول فريقه إلى الدور النصف النهائي عندما خسر من البسيتين 1-2. وفي بطولة كأس الخليج للأندية ساهم في تصدر فريقه المجموعة الأولى متفوقا على العربي الكويتي والشباب الإماراتي ليتأهل إلى الدور النصف النهائي حيث خسر من قطر القطري 0-3 في مجموع المباراتين.
في موسمه الرابع 2010-2011 وفي بطولة الدوري الممتاز ساهم في تتويج فريقه بالبطولة بعدما تصدر الترتيب بفارق نقطتين عن وصيفه الرفاع ليتوج سيد جعفر تاسع بطولاته مع الأندية. وفي بطولة كأس الملك ساهم في تتويج فريقه بالبطولة بعدما تغلب في المباراة النهائية على البسيتين 3-0 وليحقق سيد جعفر عاشر بطولاته مع الأندية.
في موسمه الخامس 2011-2012 وفي بطولة الدوري الممتاز ساهم في احتلال فريقه المركز الثاني الوصيف بفارق 7 نقاط عن البطل الرفاع. وفي بطولة كأس الملك ساهم في تتويج فريقه بالبطولة للموسم الثاني على التوالي بعدما تغلب في المباراة النهائية على الرفاع 3-1 وليحقق سيد جعفر حادي عشر بطولاته مع الأندية. وفي بطولة كأس الخليج للأندية ساهم في تصدر فريقه المجموعة الأولى متفوقا على الجهراء الكويتي وفنجاء العماني ليتأهل إلى الدور الربع النهائي حيث فاز على أرضه على النصر الكويتي 3-0 ليتأهل إلى الدور النصف النهائي واستطاع التغلب على العربي الكويتي 3-2 في مجموع المباراتين ليتأهل إلى المباراة النهائية حيث خسر مباراة الذهاب على أرضه 1-3 من الوصل الإماراتي ولكنه استطاع المساهمة في قلب النتيجة في مباراة الإياب والفوز على الوصل في عقر داره 3-1 ليتعادلا في مجموع المباراتين 4-4 وليحتكما إلى ركلات الترجيح حيث استطاع المحرق الفوز بها بنتيجة 5-4 وليحقق سيد جعفر ثاني عشر بطولاته مع الأندية.
في موسمه السادس 2012-2013 وفي بطولة الدوري الممتاز ساهم في احتلال فريقه المركز الثاني الوصيف بفارق نقطتين عن البطل البسيتين. وفي بطولة كأس الملك ساهم في تتويج فريقه بالبطولة للموسم الثالث على التوالي بعدما تغلب في المباراة النهائية على الرفاع بركلات الترجيح وليحقق سيد جعفر ثالث عشر بطولاته مع الأندية. وفي بطولة كأس الخليج للأندية ساهم في تصدر فريقه المجموعة الثانية متفوقا على نجران السعودي والسالمية الكويتي ليتأهل إلى الدور الربع النهائي حيث خسر على أرضه من بني ياس الإماراتي بركلات الترجيح.
في موسمه السابع 2013-2014 وفي بطولة الدوري الممتاز ساهم في احتلال فريقه المركز الرابع بفارق 4 نقاط عن البطل الرفاع. وفي بطولة كأس الملك ساهم في وصول فريقه إلى الدور الربع النهائي عندما خسر من الرفاع الشرقي بركلات الترجيح. وفي بطولة كأس السوبر البحريني ساهم في تتويج فريقه بالبطولة بعدما تغلب على البسيتين 2-1 وليحقق سيد جعفر ثالث عشر بطولاته مع الأندية. وفي بطولة كأس الخليج للأندية ساهم في تصدر فريقه المجموعة الثانية متفوقا على الشباب الإماراتي والشعلة السعودي ليتأهل إلى الدور الربع النهائي حيث خسر خارج أرضه من النهضة العماني 0-3.
في موسمه الثامن 2014-2015 وفي بطولة الدوري الممتاز ساهم في تتويج فريقه بالبطولة بعدما تصدر الترتيب بفارق نقطة واحدة عن وصيفه الحد وليحقق سيد جعفر رابع عشر بطولاته مع الأندية. وفي بطولة كأس الملك ساهم في وصول فريقه إلى الدور النصف النهائي حينها خسر من البسيتين بركلات الترجيح.
في موسمه التاسع 2015-2016 وفي بطولة الدوري الممتاز ساهم في احتلال فريقه المركز الثاني الوصيف بفارق 10 نقاط عن البطل الحد. وفي بطولة كأس الملك ساهم في تتويج فريقه بالبطولة بعدما تغلب في المباراة النهائية على الرفاع 3-1 وليحقق سيد جعفر خامس عشر بطولاته مع الأندية. وفي بطولة كأس الاتحاد البحريني فشل فريقه في التأهل إلى الدور النصف النهائي عندما احتل المركز الخامس في المجموعة الأولى بفارق 7 نقاط عن صاحب المركز الثاني الحد. وفي بطولة كأس السوبر البحريني خسر فريقه من الحد بركلات الترجيح. وفي بطولة كأس الاتحاد الآسيوي ساهم في تصدر فريقه المجموعة الرابعة متفوقا على الجيش السوري وأهلي الخليل الفلسطيني وفنجاء العماني ليتأهل إلى الدور 16 حيث تغلب على أرضه على الفيصلي الأردني بهدف نظيف ليتأهل إلى الدور الربع النهائي حينها خسر من العهد اللبناني 0-3 في مجموع المباراتين.
في موسمه العاشر 2016-2017 وفي بطولة الدوري الممتاز ساهم في احتلال فريقه المركز الخامس بفارق 4 نقاط عن البطل المالكية. وفي بطولة كأس الملك ساهم في وصول فريقه إلى المباراة النهائية حينها خسر من المنامة 1-2. وفي بطولة كأس الاتحاد البحريني فشل فريقه في التأهل إلى الدور النصف النهائي عندما احتل المركز الرابع في المجموعة الأولى بفارق 4 نقاط عن صاحب المركز الثاني البديع. وفي بطولة كأس السوبر البحريني خسر فريقه من الحد 0-1. وفي بطولة كأس الاتحاد الآسيوي فشل فريقه في التأهل إلى الدور النصف النهائي لمنطقة غرب آسيا بعدما احتل المركز الثاني في المجموعة الثالثة بفارق نقطتين عن المتصدر الوحدات الأردني.
في 7 مارس 2017 أوقفت لجنة الانضباط التابعة للاتحاد الآسيوي لكرة القدم سيد جعفر أربع مباريات وغرمته 7 آلاف دولار أمريكي. وصدر بيان عن اللجنة جاء فيه:"إن العقوبة على لاعب المحرق جاءت بعد الإساءة للحكم المساعد في مباراة فريقه أمام صحم العماني في 21 شباط الماضي".
في موسمه الحادي عشر 2017-2018 وفي بطولة الدوري الممتاز ساهم في تتويج فريقه بالبطولة بعدما تصدر الترتيب بفارق 15 نقطة عن وصيفه النجمة وليحقق سيد جعفر سادس عشر بطولاته مع الأندية. وفي بطولة كأس ملك البحرين ساهم في وصول فريقه إلى المباراة النهائية حينها خسر من النجمة بركلات الترجيح. وفي بطولة كأس النخبة البحريني ساهم في وصول فريقه إلى الدور النصف النهائي حينها خسر من الحد 0-2.
في موسمه الثاني عشر 2018-2019 وفي بطولة الدوري الممتاز ساهم في احتلال فريقه المركز الثالث بفارق 9 نقاط عن البطل الرفاع. وفي بطولة كأس الملك ساهم في وصول فريقه إلى الدور النصف النهائي حينها خسر من الرفاع 1-4 في مجموع المباراتين. وفي بطولة كأس السوبر البحريني ساهم في تتويج فريقه بالبطولة بعدما تغلب على النجمة بركلات الترجيح ليحقق سيد جعفر سابع عشر بطولاته مع الأندية. وفي بطولة كأس النخبة البحرينية ساهم في تتويج فريقه بالبطولة بعدما تغلب في المباراة النهائية على الحد 4-0 وليحقق سيد جعفر ثامن عشر بطولاته مع الأندية. وفي بطولة كأس الاتحاد البحريني فشل فريقه في التأهل إلى الدور النصف النهائي بعدما احتل المركز الثاني في المجموعة الأولى بفارق 5 نقاط عن المتصدر الأهلي. وفي بطولة كأس العرب للأندية الأبطال خرج فريقه من المرحلة الأولى عندما خسر من في الدور 32 من الأهلي السعودي 0-5 في مجموع المباراتين.
في موسمه الثالث عشر 2019-2020 وفي بطولة الدوري الممتاز ساهم في احتلال فريقه المركز الثاني الوصيف بفارق نقطة واحدة عن البطل الحد. وفي بطولة كأس الملك ساهم في تتويج فريقه بالبطولة بعدما تغلب في المباراة النهائية على الحد 1-0 وليحقق سيد جعفر تاسع عشر بطولاته مع الأندية. وفي بطولة كأس الاتحاد البحريني ساهم في تتويج فريقه بالبطولة بعدما تغلب في المباراة النهائية على البسيتين 4-1 وليحقق سيد جعفر بطولته العشرين مع الأندية. وفي بطولة كأس العرب للأندية الأبطال ساهم في فوز فريقه في الدور 32 على شباب قسنطينة الجزائري بأفضلية الأهداف خارج الأرض بعد تعادلهما 3-3 في مجموع المباراتين ليتأهل إلى الدور 16 حينها خسر من الاتحاد السكندري المصري 0-3 في مجموع المباراتين.
في موسمه الرابع عشر 2020-2021 وفي بطولة الدوري الممتاز ساهم في احتلال فريقه المركز الرابع بفارق 18 نقطة عن البطل الرفاع. وفي بطولة كأس الملك خرج فريقه من الدور الربع النهائي حينها خسر من الأهلي 1-2. وفي بطولة كأس الاتحاد البحريني ساهم في تتويج فريقه بالبطولة بعدما تغلب في المباراة النهائية على الرفاع الشرقي 2-1 وليحقق سيد جعفر بطولته الحادية والعشرين مع الأندية. وفي بطولة كأس الاتحاد الآسيوي ساهم تصدر فريقه المجموعة الثانية متفوقا على السلط الأردني المستضيف والأنصار اللبناني ومركز شباب بلاطة الفلسطيني ليتأهل إلى الدور النصف النهائي لمنطقة غرب آسيا حيث فاز على أرضه على العهد اللبناني 3-0 ليتأهل إلى المباراة النهائية لمنطقة غرب آسيا حيث فاز على الكويت الكويتي 2-0 ليتأهل إلى المباراة النهائية لبطولة كأس الاتحاد الآسيوي حيث تغلب على نسف قرشي الأوزبكستاني 3-0 وليحقق سيد جعفر بطولته الثانية والعشرين مع الأندية.
في موسمه الخامس عشر 2021-2022 وفي بطولة الدوري الممتاز ساهم في احتلال فريقه المركز الرابع بفارق 15 نقطة عن البطل الرفاع. وفي بطولة كأس الملك ساهم في وصول فريقه إلى الدور الربع النهائي حينها خسر من الرفاع بركلات الترجيح. وفي بطولة كأس الاتحاد البحريني ساهم في تتويج فريقه بالبطولة بعدما تغلب في المباراة النهائية على الحد بركلات الترجيح وليحقق سيد جعفر بطولته الثالثة والعشرين مع الأندية.
في موسمه السادس عشر 2022-2023 وفي بطولة الدوري الممتاز ساهم في احتلال فريقه المركز الثالث بفارق نقطتين عن البطل الخالدية. وفي بطولة كأس الملك ساهم في وصول فريقه إلى الدور الربع النهائي حينها خسر من الرفاع بركلات الترجيح. وفي بطولة كأس الاتحاد البحريني فشل فريقه في التأهل إلى الدور النصف النهائي بعدما احتل المركز الرابع في المجموعة الرابعة بفارق 4 نقاط عن المتصدر البحرين. وفي بطولة كأس العرب للأندية الأبطال ساهم في فوز فريقه في الدور التمهيدي الأول على السيب العماني بركلات الترجيح بعد تعادلهما 2-2 في مجموع المباراتين ليتأهل إلى الدور التمهيدي الثاتني حينها خسر من الاتحاد الرياضي المنستيري التونسي 0-3 في مجموع المباراتين.

### المنتخبات
في 17 نوفمبر 2004 قرر المدرب الكرواتي سريتشكو يوريتشيتش استدعاء سيد جعفر (19 سنة) للمشاركة في أولى مبارياته الدولية مع البحرين وكانت أمام طاجيكستان ضمن تصفيات كأس العالم 2006 – آسيا المرحلة الثانية عندما لعب أساسيا وساهم في فوز البحرين برباعية نظيفة.
جدد سريتشكو استدعاء سيد جعفر للاضمام إلى تشكيلة البحرين المشارك في بطولة كأس الخليج العربي 17 في قطر حيث غاب سيد جعفر عن المشاركة في جميع مباريات البطولة باستثناء مباراة تحديد صاحب المركز الثالث عندها ساهم في فوز البحرين على الكويت 3-1.
قرر المدرب الألماني الجديد للبحرين هانز بيتر بريغل استدعاء سيد جعفر للانضمام إلى تشكيلة البحرين المشارك في تصفيات كأس آسيا 2007 ولعب مباراة واحدة وكانت أمام أستراليا والتي انتهت بخسارة البحرين 0-2 وفي نهاية المطاف ساهم في احتلال البحرين المركز الثاني في المجموعة الرابعة وبالتالي التأهل إلى نهائيات البطولة.
قرر المدرب التشيكي الجديد للبحرين ميلان ماتشالا استدعاء سيد جعفر للانضمام إلى تشكيلة البحرين المشارك في المرحلة الأولى في تصفيات آسيا لكأس العالم 2010 حيث لعب أساسيا وساهم في فوز البحرين على ماليزيا 4-1 في مجموع المباراتين ليتأهل البحرين إلى المرحلة الثالثة حيث واصل ماتشالا الاعتماد على سيد جعفر ولعب جميع مباريات المجموعة الست التي حقق فيها البحرين الفوز على عمان واليابان وتايلند والتعادل مع عمان وتايلند والخسارة من اليابان وساهم في احتلال البحرين المركز الثاني بفارق نقطتين عن المتصدر اليابان ليتأهل البحرين إلى المرحلة الرابعة حيث لعب سيد جعفر جميع مباريات المرحلة الثمانية وساهم في الفوز في المباراة الختامية للمرحلة على أوزبكستان بهدف نظيف ليحتل البحرين المركز الثالث في المجموعة الأولى لينتقل البحرين إلى الملحق الآسيوي حيث ساهم في فوز البحرين بأفضلية الأهداف خارج الأرض بعد تعادله مع السعودية 2-2 في مجموع المباراتين لينتقل إلى الملحق القاري وهي آخر محطة للتأهل إلى بطولة كأس العالم ولكن البحرين خسر من نيوزيلندا 0-1 في مجموع المباراتين.
جدد ماتشالا استدعاء سيد جعفر للانضمام إلى تشكيلة البحرين المشارك في بطولة كأس الخليج العربي 19 في عمان ولعب سيد جعفر أساسيا في جميع المباريات وفشل البحرين في التأهل إلى الدور النصف النهائي عندما احتل المركز الثالث في المجموعة الأولى بعد فوزه على العراق وخسارته من الكويت وعمان المستضيف.
كرر ماتشالا استدعاء سيد جعفر للانضمام إلى تشكيلة البحرين المشارك في تصفيات كأس آسيا 2011 ولعب سيد جعفر مباراتين فقط من أصل 6 مباريات وذلك عندما فاز البحرين على هونغ كونغ 4-0 ثم خسر من اليابان 0-2 ليحتل البحرين في نهاية المطاف المركز الثاني خلف المتصدر اليابان ليتأهلا معا إلى نهائيات البطولة.
قرر المدرب النمساوي الجديد للبحرين جوزيف هيكرسبيرغر استدعاء سيد جعفر للانضمام إلى تشكيلة البحرين المشارك في بطولة اتحاد غرب آسيا لكرة القدم 2010 في الأردن ولعب سيد جعفر المباراة الافتتاحية أمام إيران والتي خسرها البحرين 0-3 ثم غاب عن المباراة الثانية أمام عمان ليحتل البحرين في نهاية المطاف المركز الثاني ويفشل في التأهل إلى الدور النصف النهائي.
قرر المدرب الإنجليزي الجديد للبحرين بيتر تايلور استدعاء سيد جعفر للانضمام إلى تشكيلة البحرين المشارك في تصفيات كأس العالم 2014 – آسيا المرحلة الثالثة ولعب سيد جعفر جميع المباريات وساهم في احتلال البحرين المركز الثالث في المجموعة الخامسة بفارق نقطة واحدة عن صاحب المركز الثاني قطر وبالتالي الفشل في التأهل إلى الدور الرابع. علما بأن سيد جعفر ساهم في تحقيق أكبر فوز في تاريخ منتخب البحرين عندما تغلب على إندونيسيا 10-0.
جدد تايلور استدعاء سيد جعفر للانضمام إلى تشكيلة البحرين المشارك في مسابقة كرة القدم في دورة الألعاب العربية 2011 في قطر حيث لعب سيد جعفر المباراة الافتتاحية أمام قطر المستضيف والتي انتهت بالتعادل وغاب عن المباراة الثانية أمام العراق ليحتل البحرين في نهاية المطاف صدارة المجموعة الأولى ليتأهل البحرين إلى الدور النصف النهائي حيث ساهم في فوز البحرين على فلسطين 3-1 ليتأهل إلى المباراة النهائية استطاع البحرين التغلب على الأردن 1-0 والحصول على الميدالية الذهبية وبالتالي حقق سيد جعفر أولى بطولاته مع المنتخب.
كرر تايلور استدعاء سيد جعفر للانضمام إلى تشكيلة البحرين المشارك في بطولة كأس العرب 2012 في السعودية وشارك سيد جعفر في المباراتين الأولى والثانية أمام المغرب المحلي واليمن واللتين انتهتا بالخسارة 0-4 و0-2 على التوالي ليتذيل البحرين المجموعة الثانية بتعرضه للخسارة في جميع المباريات بالإضافة من ليبيا.
قرر المدرب الجديد للبحرين الأرجنتيني غابرييل كالديرون استدعاء سيد جعفر للانضمام إلى تشكيلة البحرين المشارك في بطولة اتحاد غرب آسيا لكرة القدم 2012 في الكويت ولعب جميع مباريات البطولة مساهما في تصدر البحرين المجموعة الثانية بعد الفوز على اليمن والسعودية 1-0 والتعادل سلبيا بدون أهداف مع إيران ليتأهل إلى الدور النصف النهائي الذي خسره البحرين من سوريا بركلات الترجيح لينتقل للعب إلى مباراة تحديد صاحب المركز الثالث والتي خسرها البحرين أيضا من عمان 0-1.
جدد كالديرون استدعاء سيد جعفر للانضمام إلى تشكيلة البحرين المشارك في بطولة كأس الخليج العربي 21 في البحرين حيث شارك سيد جعفر في جميع مباريات دور المجموعات وساهم في احتلال البحرين المركز الثاني في المجموعة الأولى بعد التعادل مع عمان 0-0 والخسارة من الإمارات 1-2 والفوز على قطر 1-0 ليتأهل إلى الدور النصف النهائي حيث خسر البحرين من العراق بركلات الترجيح وليغيب سيد جعفر عن المشاركة في مباراة تحديد صاحب المركز الثالث التي خسرها البحرين من الكويت 1-6.
كرر كالديرون استدعاء سيد جعفر للانضمام إلى تشكيلة البحرين المشارك في تصفيات كأس آسيا 2015 حيث لعب 5 مباريات من أصل 6 مباريات وساهم في فوز البحرين على قطر وماليزيا واليمن والتعادل مع ماليزيا وقطر ليتصدر البحرين في نهاية التصفيات المجموعة الرابعة ويتأهل إلى نهائيات البطولة.
قرر المدرب الجديد للبحرين الإنجليزي أنتوني هدسون استدعاء سيد جعفر للانضمام إلى تشكيلة البحرين المشارك في بطولة اتحاد غرب آسيا لكرة القدم 2014 في قطر ولعب سيد جعفر جميع المباريات وساهم في التعادل مع العراق وعمان سلبيا ليتصدر البحرين المجموعة الثانية بالقرعة ويتأهل إلى الدور النصف النهائي التي خسرها البحرين من الأردن 0-1 لينتقل البحرين للعب على تحديد صاحب المركز الثالث واستطاع البحرين الفوز على الكويت بركلات الترجيح ليحتل البحرين في نهاية المطاف المركز الثالث في البطولة.
قرر المدرب العراقي الجديد للبحرين عدنان حمد استدعاء سيد جعفر للانضمام إلى تشكيلة البحرين المشارك في بطولة كأس الخليج العربي 22 في السعودية وعلى الرغم من مشاركة سيد جعفر أساسيا في جميع مباريات دور المجموعات إلا البحرين تذيل المجموعة بعد تعادله السلبي مرتين مع اليمن وقطر وخسارته من السعودية المستضيف بثلاثية نظيفة.
قرر المدرب الوطني الجديد للبحرين مرجان عيد استدعاء سيد جعفر للانضمام إلى تشكيلة البحرين المشارك في بطولة كأس آسيا 2015 في أستراليا وشارك في المباراتين الأولى والثانية اللتين خسرهما البحرين من إيران والإمارات 0-2 و1-2 على التوالي وغاب عن المباراة الأخيرة ليحتل البحرين المركز الثالث ويفشل في التأهل إلى الدور الربع النهائي.
قرر المدرب الأرجنتيني الجديد للبحرين سيرخيو باتيستا استدعاء سيد جعفر للانضمام إلى تشكيلة البحرين المشارك في تصفيات كأس العالم 2018 – آسيا المرحلة الثانية حيث لعب عبد اللطيف 6 مباريات من أصل 8 مباريات وساهم في فوز البحرين على اليمن والفلبين والخسارة من كوريا الشمالية مرتين وأوزبكستان والفلبين وبالتالي فشل البحرين في التأهل إلى الدور الثالث بعدما احتل المركز الرابع بفارق 12 نقطة عن المتصدر أوزبكستان وفشل أيضا في التأهل مباشرة إلى نهائيات بطولة آسيا وانتقل للعب في تصفيات كأس آسيا 2019 – المرحلة الثالثة.
قرر المدرب الجديد للبحرين التشيكي ميروسلاف سوكوب استدعاء سيد جعفر للانضمام إلى تشكيلة البحرين المشارك في تصفيات كأس آسيا 2019 – المرحلة الثالثة حيث شارك سيد جعفر في مباراتين من أصل 6 مباريات وساهم في فوز البحرين على تركمانستان 2-1 والتعادل مع سنغافورة 0-0 وبالتالي تصدر البحرين المجموعة الخامسة بفارق 3 نقاط عن تركمانستان وتأهلا معا إلى نهائيات البطولة.
بعدها استبعد سوكوب سيد جعفر عن المشاركة في المباريات الدولية من يونيو 2017 حتى نهاية عقده في يونيو 2019.
قرر المدرب الجديد للبحرين البرتغالي هيليو سوزا استدعاء سيد جعفر للانضمام إلى تشكيلة البحرين المشارك في بطولة اتحاد غرب آسيا لكرة القدم 2019 في العراق وضمن سياسة التدوير التي اعتمدها سوزا لعب سيد جعفر في المباراة الأولى ضمن دور المجموعات وساهم في فوز البحرين على الأردن 1-0 ليتصدر في نهاية المطاف البحرين المجموعة الثانية ويتأهل إلى المباراة النهائية وشارك سيد جعفر في فوز البحرين على العراق المستضيف بهدف عيسى موسى وليحقق سيد جعفر ثاني بطولاته الدولية.
بعد مرور 3 أشهر جدد سوزا استدعاء سيد جعفر للانضمام إلى تشكيلة البحرين المشارك في بطولة كأس الخليج العربي 24 في قطر واستمر سوزا في سياسة التدوير وشارك سيد جعفر أساسيا في مباراة البحرين الثالثة أمام الكويت التي انتهت بالفوز 4-2 ليحتل البحرين في نهاية دور المجموعات المركز الثاني ويتأهل إلى الدور النصف النهائي أمام العراق والتي غاب عنها واستطاع البحرين في غيابه الفوز بركلات الترجيح ليتأهل إلى المباراة النهائية وشارك سيد جعفر أساسيا أمام السعودية وقاد البحرين للفوز السعودية بهدف محمد سعد الرميحي وليحقق البحرين وسيد جعفر ثالث بطولاتهما الدولية.
كرر سوزا استدعاء سيد جعفر للانضمام إلى تشكيلة البحرين المشارك في تصفيات كأس العالم 2022 – آسيا الجولة الثانية ولعب سيد جعفر جميع مباريات المجموعة وساهم في فوز البحرين 4 مرات على كمبوديا مرتين وإيران وهونغ كونغ والتعادل 3 مرات مع العراق مرتين وهونغ كونغ والخسارة من إيران ليفشل البحرين في التأهل إلى الدور الثالث باحتلاله المركز الثالث في المجموعة الثانية بفارق 3 نقاط عن إيران والفشل في التأهل إلى نهائيات بطولة كأس آسيا مباشرة ولينتقل إلى تصفيات كأس آسيا 2023 – الدور الثالث حيث أوقعته القرعة في المجموعة الخامسة ولعب سيد جعفر جميع المباريات وساهم في تصدر البحرين المجموعة بعد تحقيق 3 انتصارات متتالية على بنغلاديش وماليزيا وتركمانستان ومن ثم التأهل إلى نهائيات البطولة.
واصل سوزا استدعاء سيد جعفر للانضمام إلى تشكيلة البحرين المشارك في بطولة كأس العرب 2021 وبدأها بمواجهة الكويت في الدور التمهيدي وانتهت بفوز البحرين بهدفين نظيفين ليتأهل البحرين إلى نهائيات البطولة التي أقيمت في قطر وقد أوقعته القرعة في المجموعة الأولى ولعب سيد جعفر جميع المباريات وساهم في تعادل البحرين مع العراق 0-0 والخسارة من قطر المستضيف وعمان 0-1 و0-3 على التوالي ليفشل البحرين في التأهل إلى الدور الربع النهائي بعد احتلاله المركز الرابع الأخير في المجموعة.
في 6 أكتوبر 2021 شارك سيد جعفر في المؤتمر المرئي التفاعلي الذي نظمه الاتحاد الدولي لكرة القدم (الفيفا) بحضور ومشاركة قادة الفرق الوطنية لمنتخبات 211 دولة عضوة بالاتحاد الدولي لكرة القدم. وحضر سيد جعفر الجلسات المرئية للمؤتمر التي حاضر فيها رئيس تطوير كرة القدم العالمية في الاتحاد الدولي لكرة القدم المدرب الفرنسي آرسين فينجر كما شهد رئيس الاتحاد الدولي لكرة القدم جياني إنفانتنيو جانبا من المؤتمر. وجاء تنظيم المؤتمر ضمن عملية الاستشارة التي يجريها الاتحاد الدولي لكرة القدم مع جميع أطراف منظومة كرة القدم لبحث موضوعات مهمة حول مستقبل اللعبة ومن بينها المبادرات المقدمة كإمكانية تنظيم كأس العالم كل سنتين بدلا من كل 4 أعوام.
استمر سوزا في استدعاء سيد جعفر للانضمام إلى تشكيلة البحرين المشارك هذه المرة في بطولة كأس الخليج العربي 25 في العراق واستمر سوزا في سياسة التدوير وشارك سيد جعفر في المباراة الأولى التي فاز بها البحرين على الإمارات 2-1 والمباراة الثالثة التي تعادل فيها البحرين مع الكويت 1-1 ليتصدر البحرين المجموعة الثانية ويتأهل إلى الدور النصف النهائي وعلى الرغم من مشاركة سيد جعفر إلا أن البحرين خسر من عمان بهدف نظيف ليودع البطولة.
المباراة التي جمعت البحرين بعمان في 16 يناير 2023 تعتبر آخر مباراة دولية شارك بها سيد جعفر (37 سنة) مع البحرين.

## الإنجازات
- المحرق (23)
  - الدوري البحريني الممتاز (5): 2008/2007 - 2009/2008 - 2011/2010 - 2015/2014 - 2018/2017
  - كأس ملك البحرين (6): 2008/2007 - 2009/2008 - 2011/2010 - 2012/2011 - 2016/2015 - 2020/2019
  - كأس ولي العهد البحريني (2): 2008/2007 - 2009/2008
  - كأس السوبر البحريني (2): 2013 - 2018
  - كأس النخبة البحريني (1): 2019/2018
  - كأس الاتحاد البحريني (4): 2009/2008 - 2020/2019 - 2021/2020 - 2022/2021
  - كأس الاتحاد الآسيوي (2): 2008 - 2021
  - كأس الخليج للأندية (1): 2012
- منتخب البحرين (3)
  - دورة الألعاب العربية (1): 2011
  - بطولة اتحاد غرب آسيا (1): 2019
  - كأس الخليج العربي (1): 2019
  - كأس الخليج العربي (2): 2025